# Dendeng

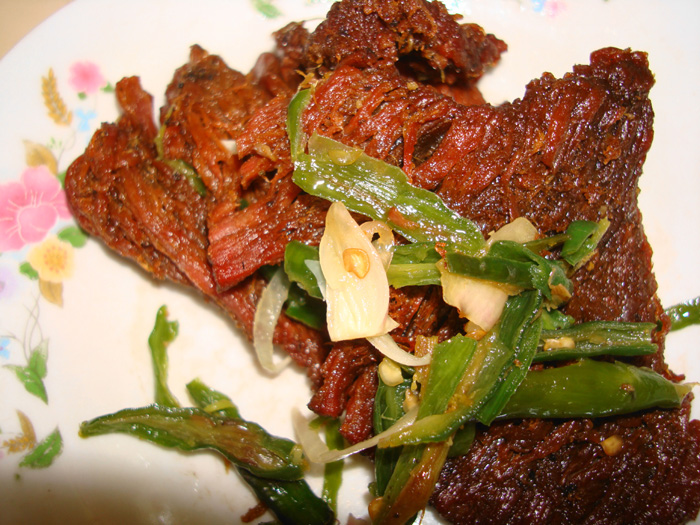
Dendeng batokok.

Le dendeng est une viande séchée finement tranchée de la cuisine indonésienne. Sa conservation est assurée grâce à un mélange de sucre et d'épices et il est séché par friture. Il est similaire au jerky.
Le dendeng est d'origine minangkabau. À l'origine, il était préparé uniquement à base de bœuf, le séchage permettant de consommer la viande pendant plusieurs jours et d'en emporter avec soi au cours des voyages.
La version minangkabau de ce mets — probablement la plus populaire en Indonésie — est appelée dendeng balado ou dendeng batokok. Il s'agit d'une spécialité de Padang, capitale de la province de Sumatra occidental. Elle est préparée à partir de bœuf finement tranché qui est ensuite séché et frit avant d'ajouter des piments et d'autres ingrédients.

## Variantes
Le dendeng le plus commun en Indonésie est le dendeng de bœuf (dendeng sapi), sucré avec du caramel de sucre de noix de coco. Toutefois, on trouve aussi du dendeng préparé avec des viandes exotiques dans l'est de l'Indonésie, notamment le dendeng rusa (viande de cerf) sur les Petites îles de la Sonde et en Papua. Les Chinois d'Indonésie préfèrent généralement le dendeng de porc, appelé bakkwa.